# Силач (посёлок)
Сила́ч — посёлок при одноимённой железнодорожной станции в Верхнеуфалейском городском округе Челябинской области России.

## География
Находится на берегах реки Большой Маук, примерно в 11 км к востоку-юго-востоку (ESE) от районного центра, города Верхний Уфалей, на высоте 383 метров над уровнем моря.

## Население
| 2002 | 2010 |
| ---- | ---- |
| 201  | ↘160 |

По данным Всероссийской переписи, в 2010 году численность населения посёлка составляла 160 человек (82 мужчины и 78 женщин).

## Улицы
Уличная сеть посёлка состоит из 11 улиц.